# James Madison Memorial Building

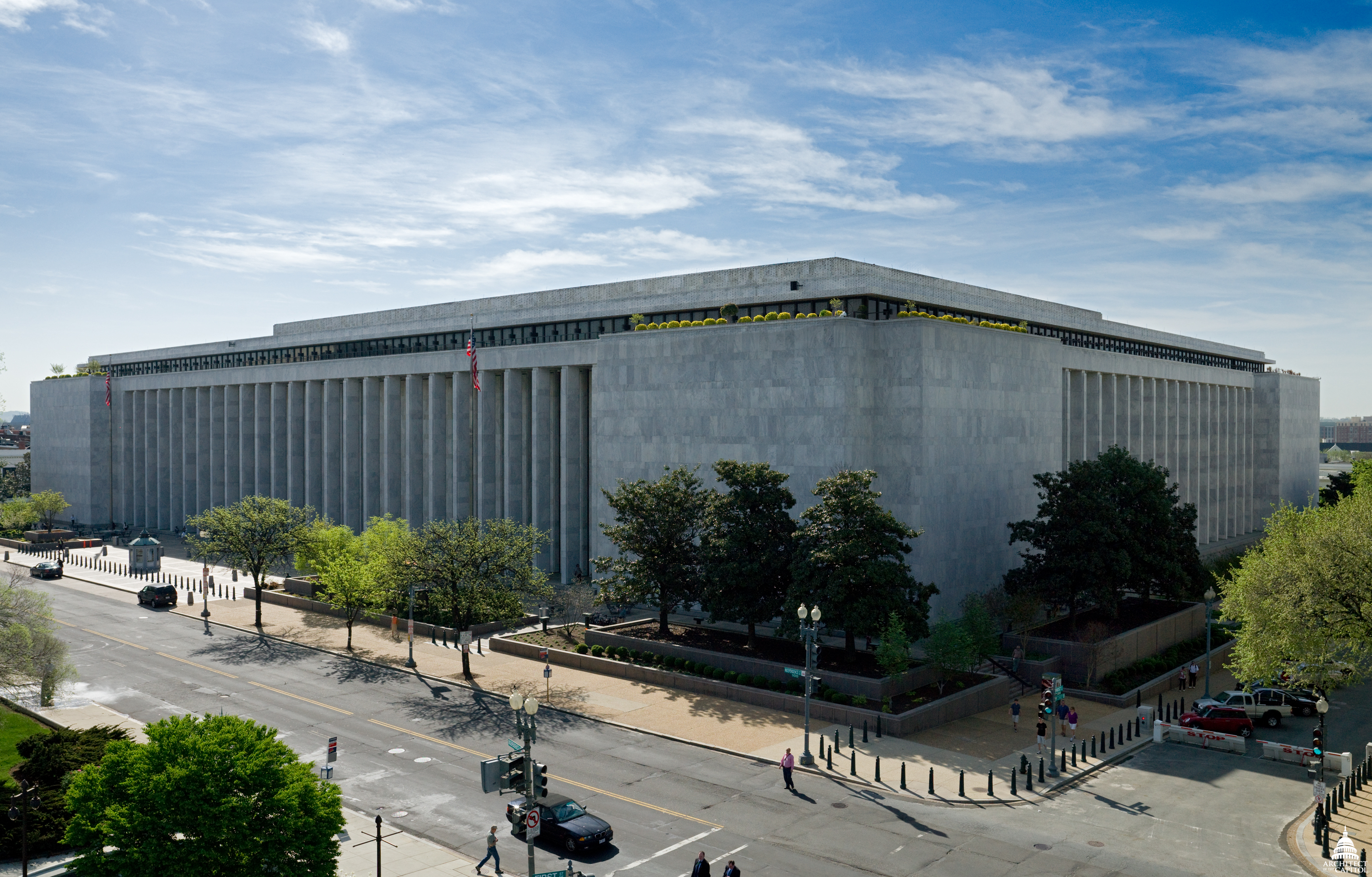
Le James Madison Memorial Building

Le James Madison Memorial Building est un des trois bâtiments qui composent la Bibliothèque du Congrès des États-Unis et fait partie du complexe du Capitole des États-Unis, à Washington, DC.

## Histoire
Le bâtiment a été construit entre 1971 et 1976 et a été nommé en hommage à l'ancien président des États-Unis James Madison.